# Гаджиєв Раміль Газанфарович
Раміль Газанфарович Гаджиєв (18 листопада 1997) — український професійний боксер, чемпіон юнацьких Олімпійських ігор 2014.

## Аматорська кар'єра
2013 року став чемпіоном світу серед юніорів.
2014 року, здобувши чотири перемоги і програвши у півфіналі Лукі Плантичу (Хорватія), став бронзовим призером молодіжного чемпіонату світу. Через чотири місяці на II Юнацьких Олімпійських іграх став чемпіоном, здобувши три перемоги, у тому числі вигравши у півфіналі у Луки Плантича і у фіналі у Дмитра Нестерова (Росія).

## Професіональна кар'єра
2015 року дебютував з перемоги на професійному рингу. Вже в другому бою 16 січня 2016 року у Брукліні (Нью-Йорк), США зазнав першої поразки за очками від Ботішера Овідова (Узбекистан).
2 грудня 2017 року в бою проти Аро Шварца (Німеччина) завоював вакантний титул чемпіона WBC серед молоді у другій середній вазі.
2 жовтня 2018 року в бою проти Бруно Сандовала (Мексика) завоював вакантний титул WBC International Silver в другій середній вазі.
11 грудня 2021 року зазнав поразки від володаря титулу WBO Oriental в другій середній вазі Артиша Лопсана (Росія).